# Jets de New York
Stade
Maillots
Super Bowl III
Champion AFL 1968
Les Jets de New York (New York Jets en anglais), équipe de football américain, sont une franchise de la National Football League (NFL), basée à East Rutherford, New Jersey. L'équipe est membre de la division Est, au sein de l'American Football Conference (AFC). Les Jets partagent leur stade, le MetLife Stadium, avec l'autre franchise de la ville, les Giants de New York, de la même façon que les Chargers de Los Angeles partagent le SoFi Stadium avec les Rams de Los Angeles.
La franchise fut fondée en 1959 sous le nom de « New York Titans » comme membre de l'American Football League (AFC). Ils se qualifient pour la première fois en play-offs en 1968, et remportent le Super Bowl III face aux Colts de Baltimore. Ils deviennent à cette occasion la première équipe d'AFL à battre une franchise NFL.
Depuis 1968, les Jets se sont qualifiés à treize reprises pour les play-offs, et ont participé à quatre finales de conférence. En 1970, lors de la fusion entre la NFL et l'AFL, les Jets furent intégrés dans la NFL. La franchise n'est jamais plus retournée au Super Bowl, ce qui fait d'elle l'une des deux équipes à n'avoir remporté qu'un seul Trophée Vince-Lombardi pour une apparition, avec les Saints de La Nouvelle-Orléans.

## Palmarès
- Super Bowl (1) : 1968 (III)
- Champion de division (4) :
  - AFL East : 1968, 1969 ;
  - AFC East : 1998, 2002.

## Histoire de la franchise
Harry Wismer (en), le fondateur des New York Titans le 14 août 1959, rêvait de voir une deuxième franchise à New York pour concurrencer celle déjà existante des Giants. Il choisit le nom de "Titans", car selon lui "les titans sont plus grands et plus forts que les géants". L'équipe débute au Polo Grounds et lutte à la fois financièrement et sportivement, durant ses trois premières saisons. À tel point, qu'en 1962, Wismer ne peut plus assumer les dettes, certains salaires ne sont plus payés et l'AFL est obligée d'assumer les dépenses de l'équipe jusqu'à la fin de la saison.

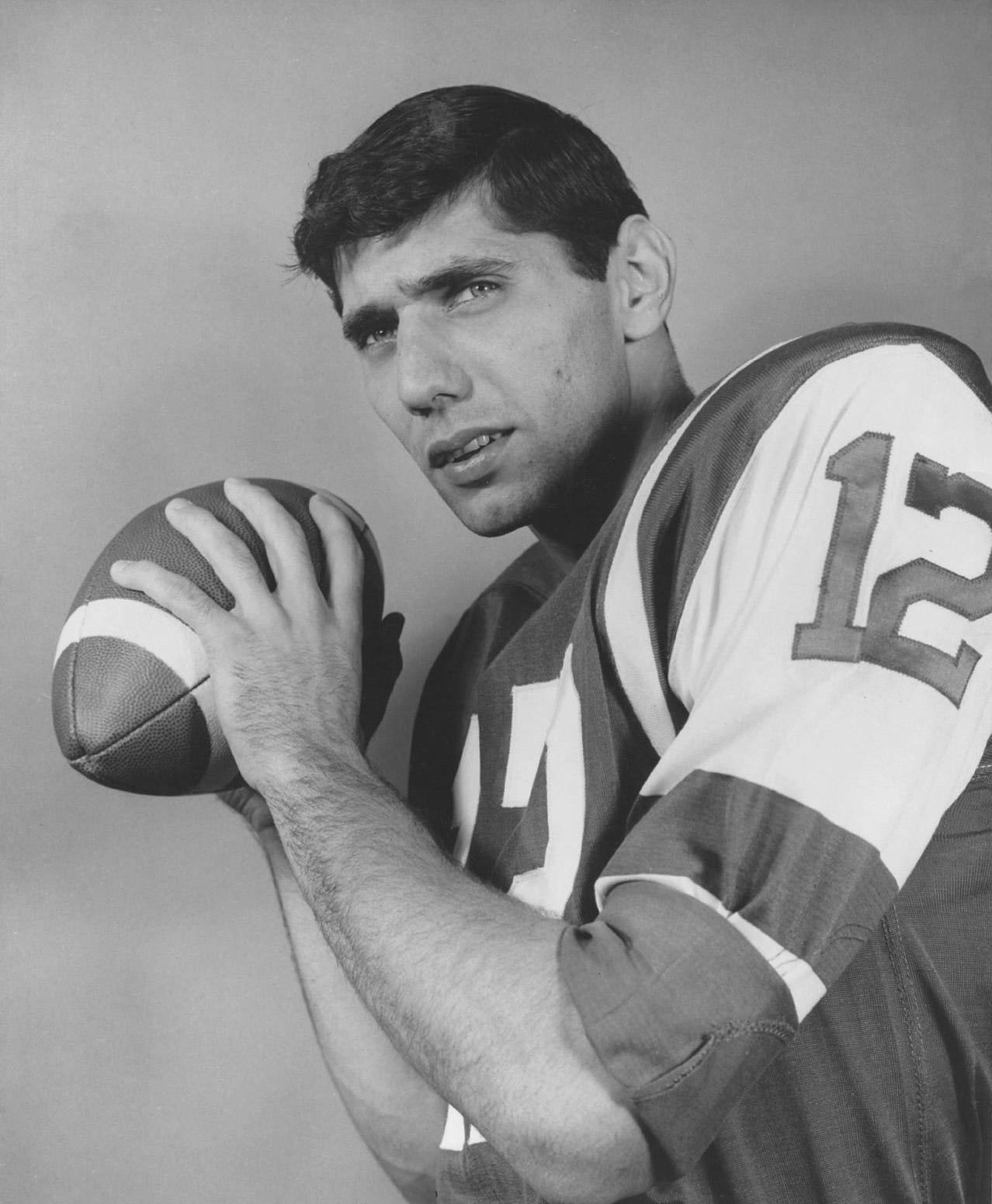
Joe Namath en 1965

Au bord du gouffre financier, la franchise est rachetée l'année suivante, en 1963, par un consortium d'investisseurs emmené par Sonny Werblin (en). Les Titans deviennent alors les New York Jets. Le célèbre et déjà titré, Weeb Ewbank, est nommé manager général et entraîneur. Ce dernier, accompagné du quarterback Joe Namath, va mener l'équipe vers une première victoire au Super Bowl III, face aux Colts de Baltimore, qui étaient pourtant les grands favoris. Ce succès vient couronner une saison à onze victoires pour trois défaites.
Mais cette victoire n'aura pas de lendemain et les Jets vont entrer dans une longue période de disette. Les blessures à répétition de leur quarterback vedette, Joe Namath, ne permettront à l'équipe de retrouver son niveau. Dans les années 1980, la franchise alterne bonnes et mauvaises performances, arrivant tout de même à jouer une finale de conférence en 1982.
Les années 1990 ne seront pas plus fastes pour les Jets, qui sont considérés comme une équipe médiocre malgré les nombreux entraîneurs qui vont se succéder. En 1997, le propriétaire d'alors, Leon Hess (en), créé la polémique en réussissant à engager l'entraîneur des Patriots de la Nouvelle-Angleterre, Bill Parcells. Ce dernier mène l'équipe jusqu'à la finale de conférence en 1998. Leon Hess (en) meurt en 1999, alors que sa franchise fait un parcours correct cette année-là, ratant la qualification pour les play-offs de très peu. Bill Parcells quitte son poste d'entraîneur à la fin de la saison, tandis que son adjoint d'alors, Bill Belichik, accepte le poste d'entraîneur chez les Patriots. Ces différents échanges d'entraîneur sont un facteur majeur de la rivalité actuelle entre les deux franchises.
À partir de 2000, le nouveau propriétaire s'appelle Woody Johnson. Lors de cette nouvelle décennie, les Jets réalisent de meilleures performances, puisqu'ils atteignent les play-offs à trois reprises, sous la direction de trois entraîneurs différents. De 2009 à 2014, Rex Ryan est responsable de l'équipe. Depuis 2015, Todd Bowles a pris les commandes.

## Propriétaires

### Harry Wismer
Wismer, journaliste puis homme d'affaires, passionné de sport, voulait en devenir un acteur majeur. Après des participations mineures dans différentes franchises, en particulier dans celle des Redskins de Washington, il parvient à créer la deuxième franchise de New York, les New York Titans, en 1959. Il a tout mis en œuvre pour mener son équipe vers le succès, n'hésitant pas à endetter sa franchise. N'étant plus capable d'assumer alors que les Titans sont dans une impasse financière, la franchise est vendue pour un million de dollars en 1963.

### Sonny Werblin
Un groupe d'investisseurs, dont faisait partie Werblin, se porte acquéreur de la franchise en 1963. Sonny Werblin (en) est un homme d'affaires et un homme de média, et il est bien décidé à mettre enfin la franchise dans la lumière. Même si cette reprise a été faite par un groupe d'investisseurs, dont faisait partie Leon Hess (en), Werblin était le véritable décisionnaire des changements qui ont été apportés. La franchise change de nom et de couleur, pour devenir les Jets de New York. Il décide également de faire signer Weeb Ewbank au poste d'entraîneur, ainsi que le très prometteur quarterback Joe Namath. L'équipe remporte son premier et unique Super Bowl en 1968 alors que Werblin revend ses parts.

### Leon Hess
Homme d'affaires et membre du consortium acquéreur de la franchise en 1963, il devient l'unique propriétaire après les départs successifs de ses anciens partenaires. Il cherchera toujours à réconcilier son équipe avec le succès. Mis à part quelques éclairs, son rêve de voir les Jets au Super Bowl une deuxième fois ne se réalisera pas. Il meurt en 1999.

### Woody Johnson
Johnson est un homme d'affaires, président du groupe pharmaceutique Johnson & Johnson. En 2000 il achète la franchise des Jets de New York pour 635 millions de dollars, ce qui est le troisième prix le plus élevé jamais payé pour une équipe de sport professionnel et le plus élevé pour la ville de New York. L'équipe a été vendue 100 000 000 de dollars plus cher que les estimations des spécialistes financiers. Ces derniers estiment que la véritable valeur de l'équipe est d'environ 250 millions de dollars. Après avoir acheté les Jets, Jonhson a annoncé des plans pour déplacer la franchise au West Side Stadium à Manhattan. Mais ce projet a échoué. Les Jets ont alors investi dans un autre stade en 2010, le MetLife Stadium, qu'ils partagent avec les New York Giants. Johnson a siégé au NFL Commissioner search comitee qui a dressé une liste de 185 candidats à la succession de Paul Tagliabue, et qui a vu la nomination de Roger Goodell.

## Stades
Lors de la création de la franchise, Harry Wismer décide d'installer l'équipe au Polo Grounds, un stade abandonné par l'équipe de baseball des Giants depuis 1957. Ils joueront leurs quatre premières saisons dans cette enceinte. Durant les deux dernières saisons, ils partageront le stade avec une autre équipe de Baseball, les New York Mets.
En 1964, les deux franchises déménagent vers le Shea Stadium. Le partage du stade va s'avérer être un véritable problème. À tel point qu'en 1977, les Jets joueront deux matchs à domicile au Giants Stadium dans le New Jersey. Malgré ces difficultés, la ville de New York souhaitait un renouvellement du bail de l'équipe au Shea Stadium qui se terminait en 1983. Le propriétaire d'alors, Leon Hess acceptait de négocier et d'imposer certaines conditions : il souhaitait une modernisation du stade et une augmentation de sa capacité. Des questions financières étaient également au centre des pourparlers. Mais les négociations n'aboutiront pas. Hess annonça alors son intention d'installer l'équipe dans le New Jersey. Le 10 décembre 1983, la défaite des Jets face aux Steelers est le dernier match joué au Shea Stadium.

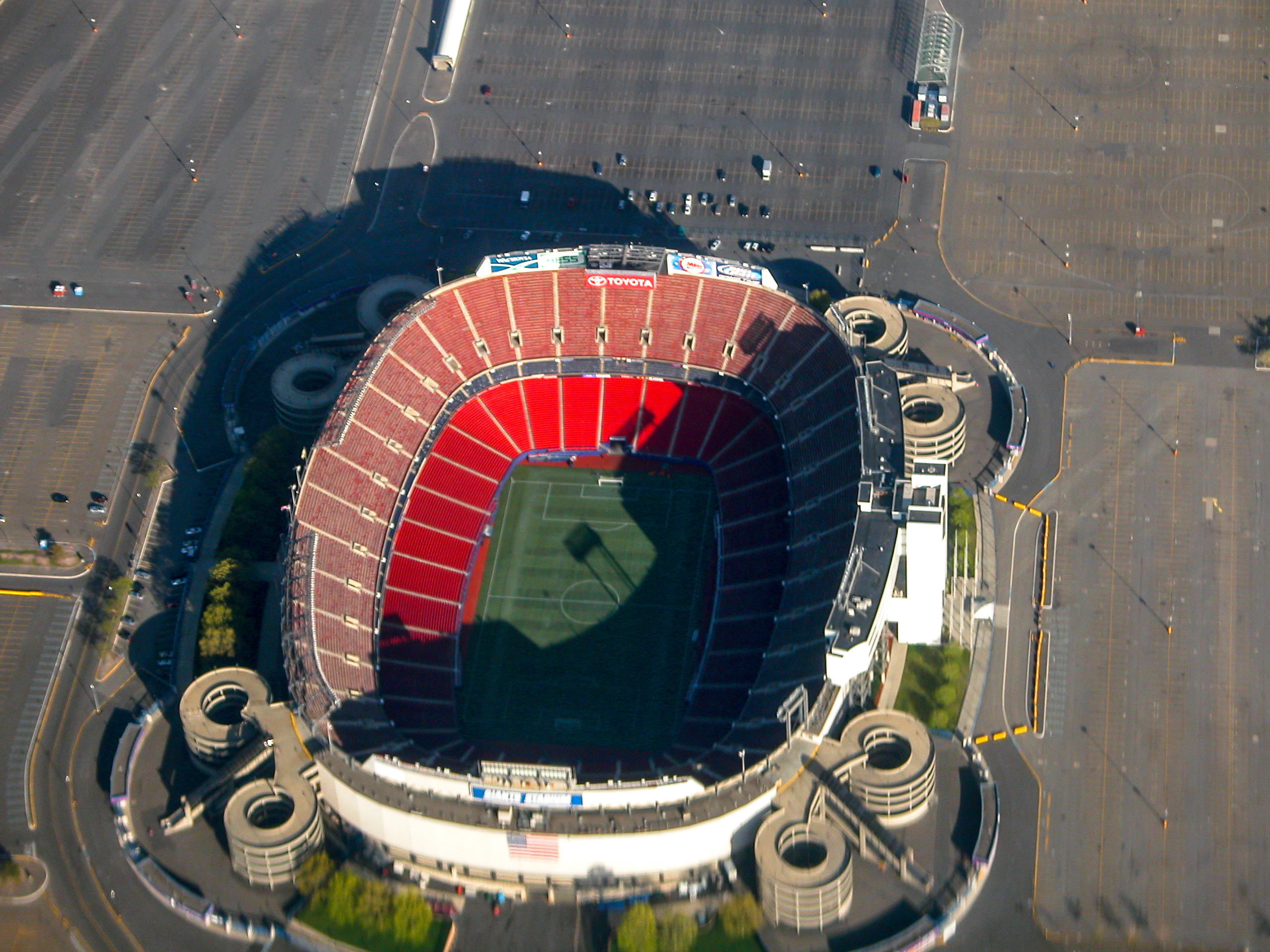
Le Giants Stadium ou Meadowlands

Les Jets déménagent au Giants Stadium en 1984. Les fans espéraient un changement de nom du stade, mais le refus des Giants a été catégorique. Il sera tout de même surnommé le Meadowlands. Malgré cela, le partage de l'enceinte se fera dans de bonnes conditions.

### L'affaire du West Side Stadium
Mais les Jets ont de l'ambition et cherchent à se développer. La ville de New York souhaite le retour de l'équipe, alors que le bail avec le Giants Stadium doit se terminer en 2008. Pour ce projet, un nouveau stade est impératif. La franchise entre alors en négociation pour la construction d'un nouveau stade à Manhattan, le West Side Stadium (en), prévue sur le site de la gare de triage située sur le côté ouest de l'île, entre les 10e et 12e avenues et entre les 30e et 33e rues. Ce projet a une autre raison d'aboutir : il servirait de stade olympique pour New York si la candidature pour l'organisation des Jeux olympiques d'été de 2012 devait aboutir. Mais ce stade de 75 000 places (85 000 places pour les Jeux), mis en route sous l'impulsion de Woody Johnson, du président du comité de candidature Daniel Doctoroff et du maire Michael Bloomberg, est rejeté par une grande partie de la population et des politiques pour son coût qui dépasserait 1,4 milliard de dollars, financé en partie par des fonds publics. La polémique grandit et ne désenfle pas, même durant la cruciale visite du Comité international olympique. Le financement nécessaire pour le stade est retoqué un mois avant le vote, mais le CIO autorisera néanmoins le comité de candidature à choisir un autre projet de stade, dans le Queens, le futur Citi Field pour les Mets. Finalement, le 6 juillet 2005, jour du vote, New York est la seconde ville éliminée lors du scrutin pour l'organisation des olympiades de 2012. Plusieurs spécialistes et soutiens estiment que l'absence d'un projet abouti de stade a sérieusement affaiblit les chances de la candidature new-yorkaise, surtout face aux candidatures européennes,,,.

### Stade actuel
Après cet échec, les Jets acceptent la création d'un autre stade en partenariat avec les New York Giants. Le MetLife Stadium deviendra, dans l'histoire de la NFL, le premier stade construit par deux franchises. Par souci de naming, il porte le nom de la compagnie d'assurance MetLife. Le stade est illuminé de différentes couleurs en fonction de l'équipe qui y joue. Il est inauguré en avril 2010 par un match d'exhibition qui voit s'affronter les deux franchises propriétaires. Le premier match de saison régulière a lieu le 13 septembre 2010 et se solde par la défaite des Jets face aux Ravens de Baltimore.

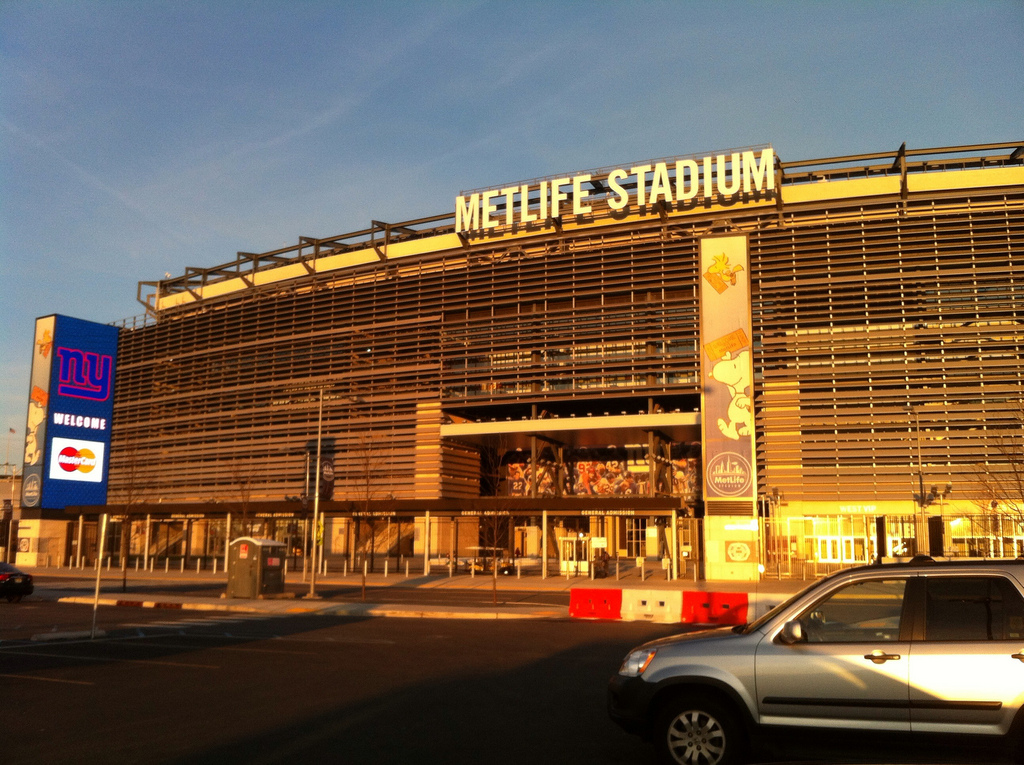
La nouvelle résidence des Jets

Le MetLife Stadium accueille le Super Bowl XLVIII, le 2 février 2014.

## Rivalité
Contrairement à ce que l'on peut penser, les Jets de New York n'entretiennent pas particulièrement de rivalité avec leurs voisins les New York Giants, comme on pourrait le voir dans une rivalité classique en Europe. Ceci s'explique, en partie, par la répartition des deux équipes dans chaque Conférence de la NFL (NFC et AFC).
En revanche les Jets de New York entretiennent des rivalités avec les New England Patriots et plus particulièrement avec les Miami Dolphins, deux équipes de leur Division (AFC East).

### Les Patriots de la Nouvelle-Angleterre
Depuis leur début en NFL, les Jets entretiennent une rivalité avec les Patriots. Cette rivalité s'est accentuée en 1966, lorsqu'ils éliminent les Patriots en play-off et mettent fin à leur ambition de remporter le Super Bowl I. L'équipe de la Nouvelle-Angleterre se venge en 1985, en éliminant les Jets en Wild Card. Cette année-là, les Patriots accèdent au Super Bowl XX mais s'inclinent face aux Bears.
En 1997, une polémique largement relayée par les médias ravive les tensions entre les deux franchises. En effet, Bill Parcells quitte son poste d'entraîneur des Patriots pour rejoindre les Jets. Quelques années après, les Jets réussissent à faire signer l'un des meilleurs joueurs des Patriots, le running back "Prow Bowler", Curtis Martin. Le jeu des chaises musicales continue lorsque Parcells démissionne à la fin de sa troisième saison. Alors que son assistant, Bill Belichick, doit normalement lui succéder, ce dernier décide de s'engager avec la franchise de la Nouvelle-Angleterre. Ce qui est vécu comme une trahison par les fans.
Mais c'est le 23 septembre 2001 que la rivalité atteint son paroxysme, lorsque le linebacker des Jets, Mo Lewis, adresse un sévère plaquage à Drew Bledsoe. Le quarterback vétéran sort du terrain avec une hémorragie interne. Cet événement permet à Tom Brady de devenir le quarterback titulaire.
Lorsque Rex Ryan est à la tête des Jets, la rivalité des deux franchises est exacerbée à travers la guerre des mots qui l'oppose régulièrement à Bill Belichick.

### Les Dolphins de Miami
La rivalité avec la franchise de Miami a souvent donné lieu à des matchs spectaculaires. L'un des plus mémorables se déroule le 27 novembre 1994 : alors que les Dolphins sont largement menés au score, ils effectuent une remontée historique. Sous la houlette de Dan Marino, ils remportent le match par un touchdown dans les dernières secondes du match. L'autre rencontre marquante remonte au 23 octobre 2000. Les Jets sont alors menés 37 à 7 à la fin du troisième quart temps. Ils parviennent à marquer 23 points dans le dernier quart temps et remportent finalement le match en prolongation après une pénalité de 40 yards de John Hall (en). Cette rencontre est connue sous le nom de "The Monday Night Miracle (en)".
La rivalité s'est accentuée après l'arrivée de Rex Ryan à la tête des Jets. Il est accusé en 2010 d'avoir adressé un geste obscène aux fans des Dolphins. Également lorsqu'un préparateur physique, présent sur le bord du terrain, crochète le cornerback Nolan Carroll (en). Le joueur n'a pas été blessé mais l'assistant de Rex Ryan démissionne deux mois plus tard,.

### Les Giants de New York
On pourrait croire à une forte rivalité avec leur voisin, les New York Giants. Cette rivalité existe, mais n'est pas aussi forte que celle avec les Patriots ou les Dolphins en raison de la rareté des rencontres en saison régulière. La rivalité débute en 1969 à l'occasion de la première rencontre entre les deux franchises pour un match d'avant saison. Les Jets sont les tenants du titre et les Giants, une équipe faible à l'époque, est considérée largement comme outsider de la part des médias et des fans. Les Jets l'emporte 37 à 14.
En 1988, les deux équipes se rencontrent pour l'ultime match de la saison régulière. Alors que les Jets ont perdu tout espoir de se qualifier pour les play-offs, les Giants peuvent obtenir la qualification en remportant le match. Mais la défense des Jets est trop solide. Le quarterback, Phil Simms, subit huit "sacks" dans le match.
Malgré cette rivalité sportive, tout de même assez rare, et certaines déclarations entre joueurs, les deux équipes ont partagé le même stade durant 26 ans, sans réels problèmes. De plus, les deux franchises ont étroitement collaboré pour la construction du MetLife Stadium en 2010.
La rencontre de saison régulière en 2011 a ravivé les tensions. L'enjeu sportif était important, car les deux équipes étaient en lice pour une qualification en play-offs. La semaine précédant la rencontre a donné lieu à une guerre des mots entre les joueurs. Après la victoire des Giants 29 à 14, une altercation a même eu lieu entre Rex Ryan et le running back, Brandon Jacobs,.

## Identité visuelle

### Couleurs et maillots

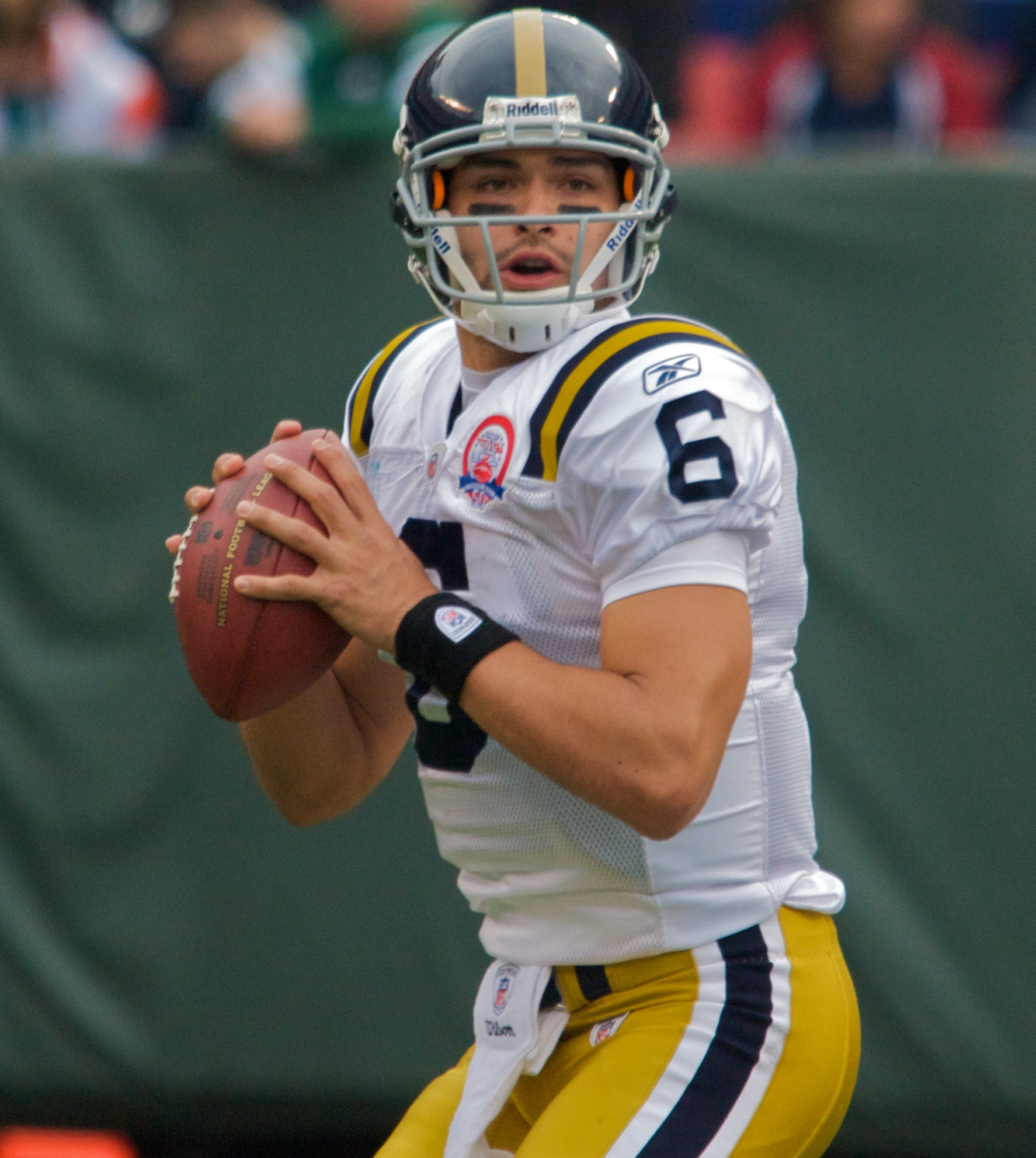
Mark Sanchez avec l'uniforme des New York Titans en 2009.

Lorsque les Jets étaient encore les Titans, l'équipe était habillée de bleu et or. Le maillot comportait quelques similitudes avec celui de l'équipe universitaire de Notre Dame, qui s'explique par les relations entre Wismer et le Fighting Irish de Notre Dame. Avant de créer les Titans, Wismer était journaliste et suivait de prés les matchs de l'équipe universitaire.
Quand Werblin et ses associés rachètent la franchise et la renomment, les couleurs changent aussi. Apparaissent le vert et le blanc que nous connaissons aujourd'hui. Un avion blanc est apposé sur le casque avec l'inscription « JETS ». Des changements mineurs seront apportés au gré des années. Le logo est à nouveau changé quelque temps plus tard, laissant apparaître l'inscription « JETS » dans un ballon de football recouvrant les lettres « NY ».
Le 14 octobre 2007, les Jets rendent hommage aux Titans, en portant un maillot et un casque aux couleurs de l'ancienne équipe. Cet hommage est rendu fréquemment désormais, à l'image de nombreuses franchises qui font revivre leurs anciennes couleurs le temps d'un match.

### Logo

Évolution du logo
1960 à 1962
1963
1964 à 1966
1967 à 1977
1978 à 1997
1998 à 2018
2019-2023
Depuis 2024

## Organigramme

### Direction
- Propriétaire : Woody Johnson et Christopher Johnson (en)
- Président : Hymie Elhai
- Manager général : Joe Douglas (en)

## Joueurs et entraîneurs

### Membres du Pro Football Hall of Fame
| New York Jets Pro Football Hall of Famers | New York Jets Pro Football Hall of Famers | New York Jets Pro Football Hall of Famers | New York Jets Pro Football Hall of Famers | New York Jets Pro Football Hall of Famers | New York Jets Pro Football Hall of Famers | New York Jets Pro Football Hall of Famers | New York Jets Pro Football Hall of Famers | New York Jets Pro Football Hall of Famers | New York Jets Pro Football Hall of Famers |
| ----------------------------------------- | ----------------------------------------- | ----------------------------------------- | ----------------------------------------- | ----------------------------------------- | ----------------------------------------- | ----------------------------------------- | ----------------------------------------- | ----------------------------------------- | ----------------------------------------- |
| Joueurs                                   |                                           |                                           |                                           |                                           |                                           |                                           |                                           |                                           |                                           |
| Numéro                                    | Nom                                       | Poste                                     | Saisons                                   | Année d'intronisation                     |                                           |                                           |                                           |                                           |                                           |
| 12                                        | Joe Namath                                | QB                                        | 1965–1976                                 | 1985                                      |                                           |                                           |                                           |                                           |                                           |
| 13                                        | Don Maynard                               | WR                                        | 1960–1972                                 | 1987                                      |                                           |                                           |                                           |                                           |                                           |
| 28                                        | Curtis Martin                             | RB                                        | 1998–2005                                 | 2012                                      |                                           |                                           |                                           |                                           |                                           |
| 44                                        | John Riggins                              | RB                                        | 1971–1975                                 | 1992                                      |                                           |                                           |                                           |                                           |                                           |
| 42                                        | Ronnie Lott                               | DB                                        | 1993–1994                                 | 2000                                      |                                           |                                           |                                           |                                           |                                           |
| 81                                        | Art Monk                                  | WR                                        | 1994                                      | 2008                                      |                                           |                                           |                                           |                                           |                                           |
| Entraîneur                                |                                           |                                           |                                           |                                           |                                           |                                           |                                           |                                           |                                           |
| Numéro                                    | Nom                                       | Poste                                     | Saisons                                   | Année d'intronisation                     |                                           |                                           |                                           |                                           |                                           |
| —                                         | Weeb Ewbank                               | Coach                                     | 1963–1973                                 | 1978                                      |                                           |                                           |                                           |                                           |                                           |
| —                                         | Sammy Baugh                               | Coach                                     | 1960–1961                                 | 1963                                      |                                           |                                           |                                           |                                           |                                           |
| —                                         | Bulldog Turner                            | Coach                                     | 1962                                      | 1966                                      |                                           |                                           |                                           |                                           |                                           |

Ewbank, Martin, Maynard et Namath sont reconnus pour leur carrière réalisée avec les Jets, même si Ewbank avait déjà été titré avec les Colts de Baltimore en 1958 et 1959. Riggins est d'abord reconnu pour sa carrière avec les Redskins de Washington (1976-1979, 1981-1985), tout comme Monk (1980-1993), qui a remporté trois Super Bowl avec Washington. Lott est au "Hall of Fame" principalement pour ses exploits avec les 49ers de San Francisco.

### Ring of Honor
Le Ring of Honor a été établi par les Jets le 20 juillet 2010, pour honorer les membres illustres de la franchise. Chaque année des joueurs y sont nommés.
| Numéro | Nom            | Poste | Saisons   | Année d'intronisation |
| ------ | -------------- | ----- | --------- | --------------------- |
| 12     | Joe Namath     | QB    | 1965–1976 | 2010                  |
| 13     | Don Maynard    | WR    | 1960–1972 | 2010                  |
| 28     | Curtis Martin  | RB    | 1998–2005 | 2010                  |
| 75     | Winston Hill   | OL    | 1963–1976 | 2010                  |
| 73     | Joe Klecko     | DL    | 1977–1987 | 2010                  |
| -      | Weeb Ewbank    | Coach | 1963–1973 | 2010                  |
| 60     | Larry Grantham | LB    | 1960–1972 | 2011                  |
| 81     | Gerry Philbin  | DL    | 1964-1972 | 2011                  |
| 24     | Freeman McNeil | RB    | 1981–1992 | 2011                  |
| 88     | Al Toon        | WR    | 1985-1992 | 2011                  |
| 85     | Wesley Walker  | WR    | 1977–1989 | 2012                  |
| 92     | Mark Gastineau | DE    | 1979-1988 | 2012                  |

### Numéros retirés
| Numéro | Joueur        | Poste | Saisons   |
| ------ | ------------- | ----- | --------- |
| 12     | Joe Namath    | QB    | 1965–1976 |
| 13     | Don Maynard   | WR    | 1960–1972 |
| 28     | Curtis Martin | RB    | 1998–2005 |
| 73     | Joe Klecko    | DL    | 1977–1987 |
| 90     | Dennis Byrd   | DL    | 1989–1992 |

## Bilan saison par saison
| Saison             | Vic. | Déf. | Nuls | Classement                                                     | Séries éliminatoires                                                    |
| ------------------ | ---- | ---- | ---- | -------------------------------------------------------------- | ----------------------------------------------------------------------- |
| 1960               | 7    | 7    | 0    | 2e AFL East                                                    | --                                                                      |
| 1961               | 7    | 7    | 0    | 3e AFL East                                                    | --                                                                      |
| 1962               | 5    | 9    | 0    | 4e AFL East                                                    | --                                                                      |
| 1963               | 5    | 8    | 1    | 4e AFL East                                                    | --                                                                      |
| 1964               | 5    | 8    | 1    | 3e AFL East                                                    | --                                                                      |
| 1965               | 5    | 8    | 1    | 2e AFL East                                                    | --                                                                      |
| 1966               | 6    | 6    | 2    | 3e AFL East                                                    | --                                                                      |
| 1967               | 8    | 5    | 1    | 2e AFL East                                                    | --                                                                      |
| 1968               | 11   | 3    | 0    | 1er AFL East                                                   | Victoire au Super Bowl III (Colts de Baltimore) 16-7                    |
| 1969               | 10   | 4    | 0    | 1er AFL East                                                   | Défaite en tour de Division (Chiefs de Kansas City) 13-6                |
| Incorporé à la NFL |      |      |      |                                                                |                                                                         |
| 1970               | 4    | 10   | 0    | 3e AFC East                                                    | --                                                                      |
| 1971               | 6    | 8    | 0    | 4e AFC East                                                    | --                                                                      |
| 1972               | 7    | 7    | 0    | 2e AFC East                                                    | --                                                                      |
| 1973               | 4    | 10   | 0    | 5e AFC East                                                    | --                                                                      |
| 1974               | 7    | 7    | 0    | 4e AFC East                                                    | --                                                                      |
| 1975               | 3    | 11   | 0    | 5e AFC East                                                    | --                                                                      |
| 1976               | 3    | 11   | 0    | 4e AFC East                                                    | --                                                                      |
| 1977               | 3    | 11   | 0    | 4e AFC East                                                    | --                                                                      |
| 1978               | 8    | 8    | 0    | 3e AFC East                                                    | --                                                                      |
| 1979               | 8    | 8    | 0    | 3e AFC East                                                    | --                                                                      |
| 1980               | 4    | 12   | 0    | 5e AFC East                                                    | --                                                                      |
| 1981               | 10   | 5    | 1    | 2e AFC East                                                    | Défaite en tour de Wild Card (Bills de Buffalo) 31-27                   |
| 1982               | 6    | 3    | 0    | 6e AFC Conf.                                                   | Défaite en finale de conférence (Dolphins de Miami) 14-0                |
| 1983               | 7    | 9    | 0    | 5e AFC East                                                    | --                                                                      |
| 1984               | 7    | 9    | 0    | 3e AFC East                                                    | --                                                                      |
| 1985               | 11   | 5    | 0    | 2e AFC East                                                    | Défaite en tour de Wild Card (Patriots de la Nouvelle-Angleterre) 26-14 |
| 1986               | 10   | 6    | 0    | 2e AFC East                                                    | Défaite en tour de Division (Browns de Cleveland) 23-20 (2OT)           |
| 1987               | 6    | 9    | 0    | 5e AFC East                                                    | --                                                                      |
| 1988               | 8    | 7    | 1    | 4e AFC East                                                    | --                                                                      |
| 1989               | 4    | 12   | 0    | 5e AFC East                                                    | --                                                                      |
| 1990               | 6    | 10   | 0    | 4e AFC East                                                    | --                                                                      |
| 1991               | 8    | 8    | 0    | 2e AFC East                                                    | Défaite en tour de Wild Card (Oilers de Houston) 17-10                  |
| 1992               | 4    | 12   | 0    | 4e AFC East                                                    | --                                                                      |
| 1993               | 8    | 8    | 0    | 3e AFC East                                                    | --                                                                      |
| 1994               | 6    | 10   | 0    | 5e AFC East                                                    | --                                                                      |
| 1995               | 3    | 13   | 0    | 5e AFC East                                                    | --                                                                      |
| 1996               | 1    | 15   | 0    | 5e AFC East                                                    | --                                                                      |
| 1997               | 9    | 7    | 0    | 3e AFC East                                                    | --                                                                      |
| 1998               | 12   | 4    | 0    | 1er AFC East                                                   | Défaite en finale de conférence (Broncos de Denver) 23-10               |
| 1999               | 8    | 8    | 0    | 4e AFC East                                                    | --                                                                      |
| 2000               | 9    | 7    | 0    | 3e AFC East                                                    | --                                                                      |
| 2001               | 10   | 6    | 0    | 3e AFC East                                                    | Défaite en tour de Wild Card (Raiders d'Oakland) 38-24                  |
| 2002               | 9    | 7    | 0    | 1er AFC East                                                   | Défaite en tour de Division (Raiders d'Oakland) 30-10                   |
| 2003               | 6    | 10   | 0    | 4e AFC East                                                    | --                                                                      |
| 2004               | 10   | 6    | 0    | 2e AFC East                                                    | Défaite en tour de Division (Steelers de Pittsburgh) 20-17 (OT)         |
| 2005               | 4    | 12   | 0    | 4e AFC East                                                    | --                                                                      |
| 2006               | 10   | 6    | 0    | 2e AFC East                                                    | Défaite en tour de Wild Card (Patriots de la Nouvelle-Angleterre) 37-16 |
| 2007               | 4    | 12   | 0    | 3e AFC East                                                    | --                                                                      |
| 2008               | 9    | 7    | 0    | 3e AFC East                                                    | --                                                                      |
| 2009               | 9    | 7    | 0    | 2e AFC East                                                    | Défaite en finale de conférence (Indianapolis Colts) 30-17              |
| 2010               | 11   | 5    | 0    | 2e AFC East                                                    | Défaite en finale de conférence (Pittsburgh Steelers) 24-19             |
| 2011               | 8    | 8    | 0    | 2e AFC East                                                    | --                                                                      |
| 2012               | 6    | 10   | 0    | 3e AFC East                                                    | --                                                                      |
| 2013               | 8    | 8    | 0    | 2e AFC East                                                    | --                                                                      |
| 2014               | 4    | 12   | 0    | 4e AFC East                                                    | --                                                                      |
| 2015               | 10   | 6    | 0    | 2e AFC East                                                    | --                                                                      |
| 2016               | 5    | 11   | 0    | 4e AFC East                                                    | --                                                                      |
| 2017               | 5    | 11   | 0    | 4e AFC East                                                    | --                                                                      |
| 2018               | 4    | 12   | 0    | 4e AFC East                                                    | --                                                                      |
| 2019               | 7    | 9    | 0    | 3e AFC East                                                    | --                                                                      |
| 2020               | 2    | 14   | 0    | 4e AFC East                                                    | --                                                                      |
| 2021               | 4    | 13   | 0    | 4e AFC East                                                    | --                                                                      |
| 2022               | 7    | 10   | 0    | 4e AFC East                                                    | --                                                                      |
| 2023               | 7    | 10   | 0    | 3e AFC East                                                    | --                                                                      |
| 2024               | 5    | 12   | 0    | 3e AFC East                                                    | --                                                                      |
| Totaux             | 433  | 559  | 8    | Saison régulière (4 titres de division, 0 titre de conférence) | Saison régulière (4 titres de division, 0 titre de conférence)          |
| Totaux             | 012  | 013  | -    | Séries éliminatoires                                           | Séries éliminatoires                                                    |
| Totaux             | 445  | 572  | 8    | Saison régulière + séries éliminatoires (1 Superbowl)          | Saison régulière + séries éliminatoires (1 Superbowl)                   |